# Gösta Nyberg
Gösta Knut Teodor Nyberg, född 19 april 1913 i Stockholm, död 1987, var en svensk målare.
Han var son till Knut Nyberg och Ingeborg Eriksson samt från 1940 gift med Astrid Olsson. Han studerade konst vid Konsthögskolan 1937-1943. Separat ställde han bland annat ut i Umeå, Karlskoga, Nyköping och Köping. Han medverkade i Nationalmuseums utställning Unga tecknare 1942 samt i samlingsutställningar arrangerade av Sveriges allmänna konstförening och HSB samt i grupputställningar på Färg och Form. Hans konst består av stilleben, landskapsvyer och skildringar från arbetet i den industriella miljön. Nyberg är representerad vid Stockholms stadshus, S:t Eriks sjukhus, och Folkets hus i Stockholm.